# WeeChat
WeeChat (Wee Enhanced Environment for Chat) ist ein freier IRC-Client ohne grafische Benutzeroberfläche, stattdessen wird eine auf curses basierende zeichenorientierte Benutzerschnittstelle verwendet. Die erste Version (0.0.1) erschien am 27. September 2003.
Aufgrund des modularen Aufbaus ist WeeChat durch Skripte und zahlreich verfügbare Plugins in seiner Funktionalität erweiterbar.

## Funktionen
Abgesehen von der notwendigen Funktionalität eines aktuellen IRC Clients bietet WeeChat zusätzliche Funktionen an wie:
- Unterstützung von IPv6
- Puffer können schrittweise nach Texten durchsucht werden
- eine Rechtschreibkorrektur (GNU_Aspell, Enchant)
- Skriptunterstützung (für Perl, Python, Ruby, Lua, Tcl, Scheme, JavaScript, php)
- Unterstützung von mehreren Zeichenkodierungen
- Passwörter können in einer separaten Datei (verschlüsselt) gesichert werden
- Proxy-Unterstützung
- eingebauter IRC-Proxy (durch Relay-Erweiterung)
- SSL Zertifikate werden unterstützt
- SASL Authentifizierung
- Unterstützung von 256 Farben (z. B. für Nicks)
- Maus- und Cursorunterstützung
- FIFO-Pipe
- Remote-GUI (Android, JavaScript,Qt, Emacs HTML5 Client)